# ميلوس بافلوفيتش (سائق سيارة سباق)
ميلوس بافلوفيتش (بالصربية: Милош Павловић)‏ هو سائق سيارة سباق صربي، ولد في 8 أكتوبر 1982 في بلغراد في صربيا.

## وصلات خارجية
- ميلوس بافلوفيتش على موقع DriverDB.com (الإنجليزية)